# Хайнрих II фон Зайн
Хайнрих II фон Зайн (на немски: Heinrich II von Sayn; * 1176; † 1203/1204) е граф на графство Зайн.
Той е най-възрастният син на граф Еберхард I фон Зайн († 1176) и съпругата му Кунигунда фон Изенбург. Брат е на Еберхард II фон Зайн (1176 – 1202), Бруно фон Сайн (1182 – 1208), който е архиепископ на Кьолн (1205 – 1208), и Герлах (1202 – 1222), пробст в Зифлих.

## Фамилия
Хайнрих II фон Зайн се жени за Агнес фон Зафенбург (* 1173; † 27 май 1201), дъщеря на граф Херман фон Зафенберг, граф и сеньор на Мюленарк († 1172). Те имат две деца:
- Хайнрих III (пр. 28 май 1201 – 1247), граф на Сайн и Зафенберг, женен 1215 г. за Матилда фон Ландсберг (ок. 1203 – 1291)
- Аделхайд фон Зайн (пр. 28 май 1201 – 1263), наследничка на брат си, омъжена I. 1202 г. за граф Готфрид III фон Спонхайм († 1218), II. 14 септември 1922 г. за граф Еберхард IV фон Еберщайн († 1263)